# Da Serra Veio um Pastor
"Da serra veio um pastor", "Um pastor vindo de longe" ou ainda "Esta notícia tivemos" é um romance tradicional português originário da ilha da Madeira.

## História
A letra deste romance surge publicada pela primeira vez no ano de 1880 no Romanceiro do Arquipélago da Madeira de Álvaro Rodrigues de Azevedo. Esta versão foi recolhida do povo do Funchal. O tema desta composição poética é a adoração dos pastores e como tal está intimamente relacionada com a celebração do Natal. Fazia, aliás, parte de autos populares representados na ilha.
Uma versão musicada foi coligida em Porto Moniz pelo padre Telésforo Afonso, possivelmente em 1953 e publicada posteriormente por Michel Giacometti no seu Cancioneiro Popular Português (1981). Esta melodia destaca-se das várias que recebe na atualidade, por ter sido utilizada pelo compositor português Fernando Lopes-Graça (com o nome de "Da serra veio um pastor") na sua Segunda Cantata do Natal terminada em 1961.

## Letra

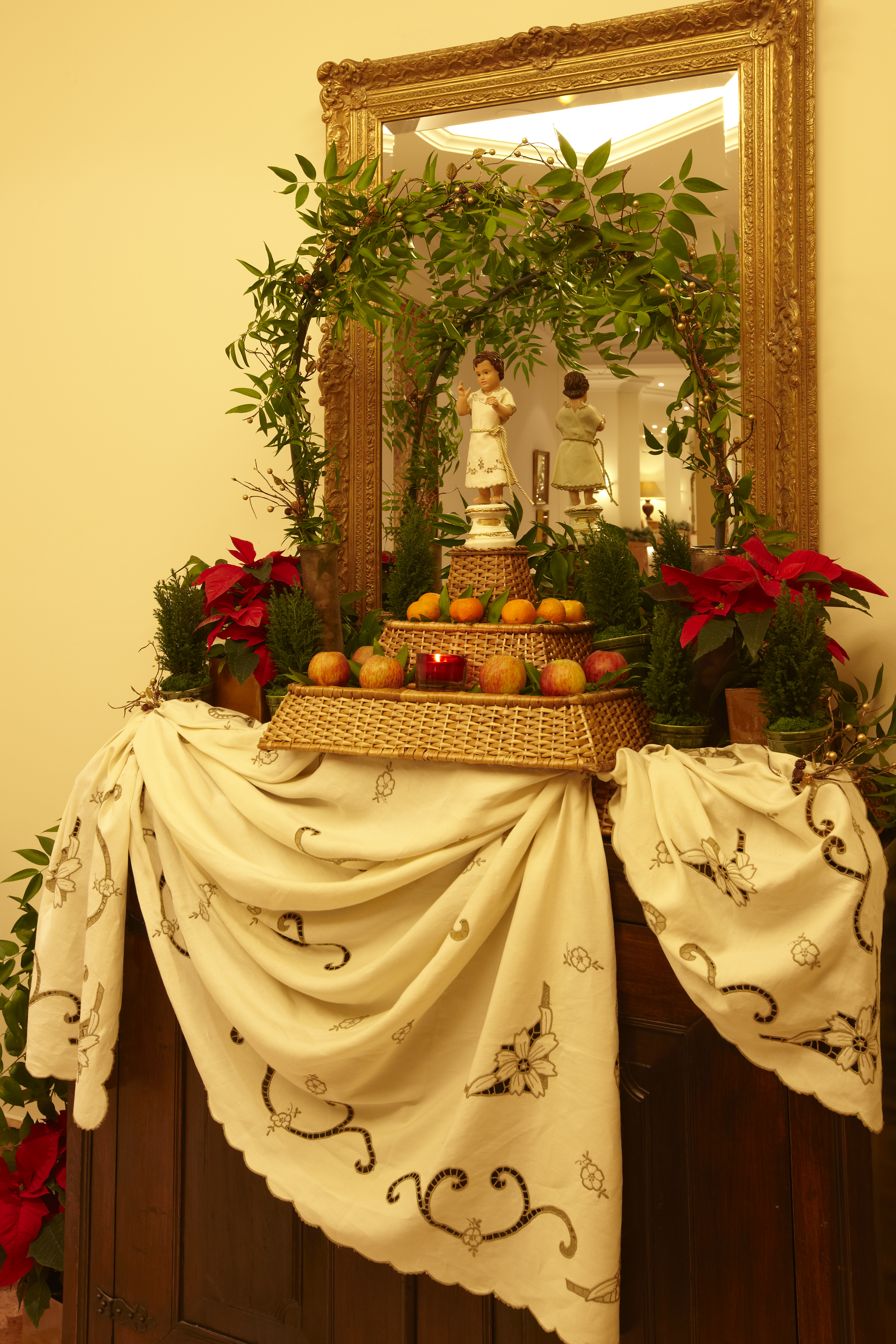
Um presépio tradicional madeirense.

Visto que se trata de uma romance popular, as várias adaptações musicais mostram diferenças significativas. Segue-se uma comparação entre as letra da variante usada por Lopes-Graça e excertos das recolhas de Telésforo Afonso e Álvaro Rodrigues de Azevedo:
| Recolha de T. Afonso (excerto)                                                                             | Versão de Lopes-Graça                                                                             | Versão do Romanceiro (excerto)                                                                             |
| --- | ------------------------------------------------------------------------------------------------- | --- |
| Da serra veio um pastor, À minha porta bateu, Trouxe uma carta, que diz Que o Deus Menino nasceu.          | Da serra veio um pastor, À minha porta bateu, Trouxe uma carta, que diz Que o Deus Menino nasceu. | Um pastor vindo de longe, À nossa porta bateu, Trouxe recado que diz: «O Deus Menino nasceu.»              |
| Essa notícia tivemos, À meia-noite seria, Por isso nós vamos dar Os parabéns a Maria.                      | A pastora também trouxe Sua roca de fiar, Para não perder o tempo Quando ao Menino cantar.        | Este recado tivemos Já meia-noite seria, Estrelas do céu, lá vamos Dar parabéns a Maria.                   |
| Também diz a tal cartinha Que a Virgem estava a chorar, Por não ter uns paninhos Com que o pudesse abafar. | Ó Menino que nascestes nas palhas frias do chão, dos pastorinhos do campo tende muita compaixão!  | «Mas que Lhe hemos de levar, A um Deus que tanto tem?» «Ainda que muito tenha, Sempre gosta que Lhe deem.» |

## Discografia
- 1964 — Fernando Lopes-Graça Second Christmas Cantata. Coro da Academia de Amadores de Música. Decca / Valentim de Carvalho. Faixa 5.
- 1979 — Fernando Lopes-Graça Segunda Cantata do Natal. Choral Phidellius. A Voz do Dono / Valentim de Carvalho. Faixa 5.
- 2012 — Fernando Lopes-Graça Obra Coral a capella  - Volume II. Lisboa Cantat. Numérica. Faixa 5.[2]